# Тридцять перша династія єгипетських фараонів
XXXI династія Єгипту, також відома як  Другий Перський період . В цей період Єгипет фактично був провінцією Перської держави в період 343 р. до н. е.- 332 р. до н. е.. Впродовж періоду незалежності, під час якої царювали три місцеві династії (28, 29, 30). Артаксеркс III (358–338 до н. е.) відвоював долину Нілу протягом короткого періоду (343–332 рр. до н. е.), який називають XXXI династія Єгипту.

## Історія

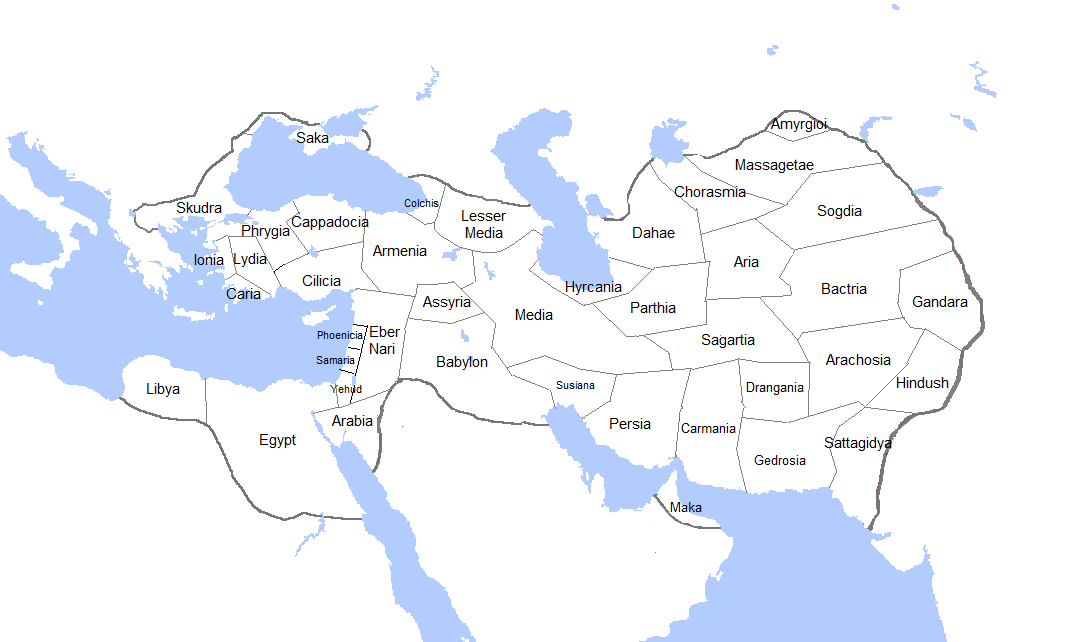
Провінції держави Персів періоду правління Дарія I

Точно не відомо, хто керував після Артаксеркса III, проте до Дарія III, був Сабасес, який боровся і помер в битві при Іссі і змінив Мазасеса. Єгиптяни також брали участь в битві при Іссі, наприклад Сомтутфнекхет з Гераклеополісу, який написав на стелі, як він утік з битви проти греків і як бог його міста Асафес охороняв його і дозволив повернутися додому.
В 332 р. до н.н. Мазасес передав країну Александру Великому без бою. Ахеменідська імперія пала, і на довгий час Єгипет став сатрапом імперії Александра. Пізніше, Птолемеї і римляни послідовно правили Єгиптом.

## Демографія

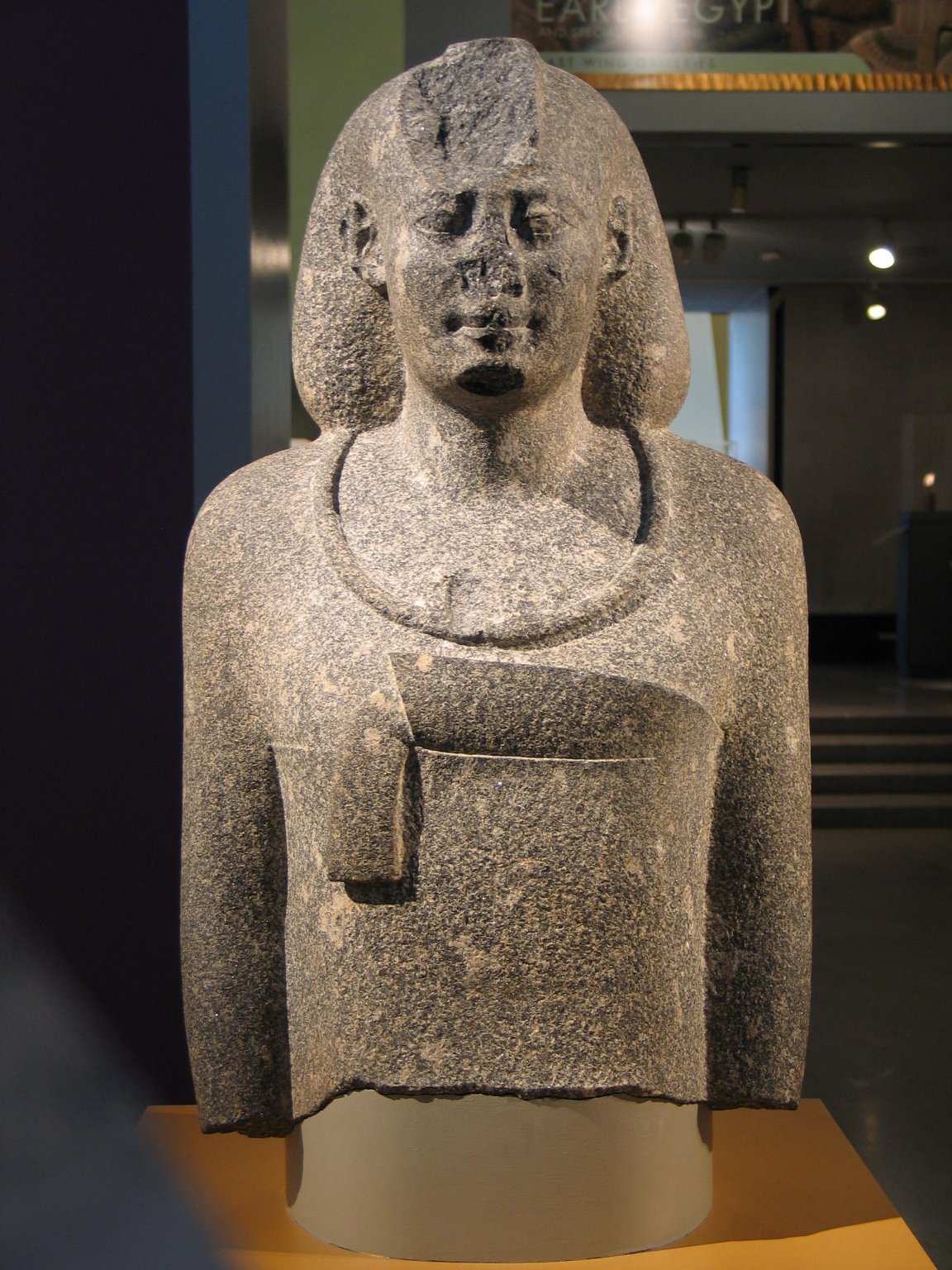
Єгипетська людина в перському костюмі 343–332 рр. до н. е. 71.139, Бруклінський музей

Іноді єгиптяни носили костюми і ювелірні вироби з інших держав. Мода на не-єгипетські речі виникла в період інтенсивної торгівлі або під час дипломатичних контактів з віддаленими країнами, або коли був під контролем іноземної держави. Перси, які двічі захоплювали Єгипет з їхньої батьківщини — Ірану, домінували в Єгипті впродовж 27 династії (525–404 рр. до н. е.) і 31 династії (342–332 рр. до н.н.). На зображенні показана довга спідниця, яка обгорнута навколо тіла. Ця статуя відображає одяг єгиптян періоду 31 династії, коли в Єгипті панували перси. Намисто прикрашене зображеннями гірських козлів, символів в Персії спритності і сексуальної доблесті. Зображення цієї посадової особи в перській сукні може бути демонстрацією лояльності перським правителям.